# پیلارتوس واراژنونی
پیلارتوس واراژنونی (ارمنی: Փիլարտոս Վահրամ Վարաժնունի؛ یونانی: Φιλάρετος Βραχάμιος؛ درگذشته حدود ۱۰۸۷ میلادی) ژنرال و جنگ‌سالار ارمنی‌تبار اهل امپراتوری بیزانس بود.

## نگارخانه

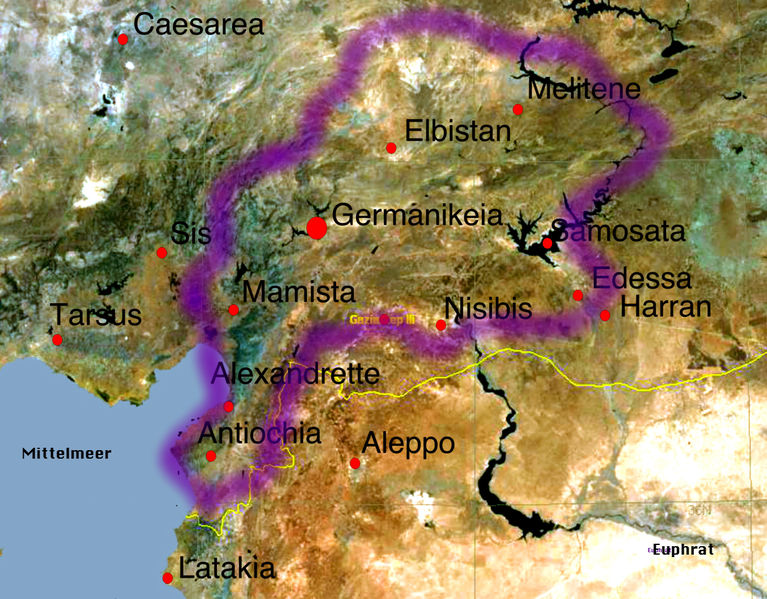
دولت‌های تحت کنترل پیلارتوس.